# Le Livre de ma mère (pièce de théâtre)
Pour l’article homonyme, voir Le Livre de ma mère.
Le Livre de ma mère est une pièce de théâtre crée en 2017, d'après le roman autobiographique du même nom d'Albert Cohen, pièce de théâtre mise en scène par Dominique Pitoiset, avec Patrick Timsit,,.

## Genèse
Le Livre de ma mère n'est pas la première version de l'autobiographie d'Albert Cohen. En exil à Londres, l'écrivain publie en effet entre juin 1943 et mai 1944 quatre textes successifs intitulés Chant de Mort I, II, III, IV qui constituent l'ébauche des quatre parties du Livre de ma mère.

## Présentation
Une mère et son fils. Un amour inconditionnel. Et soudain la disparition, le manque indicible...
Le deuil, celui d’un fils meurtri par l’absence et la solitude. Un fils ne peut admettre que sa mère disparaisse un jour,.